# Elspeth Dudgeon
Elspeth Dudgeon (4 de dezembro de 1871 – 11 de dezembro de 1955) foi uma atriz escocesa. Com uma carreira de quase duas décadas, ela esteve envolvida em 67 filmes, dos quais apenas 14 incluíram seu nome nos créditos.
Suas aparições mais conhecidas incluem The Old Dark House e Becky Sharp (1935). Ela também atuou em Bride of Frankenstein (1935), The Last Outpost (1935), Show Boat (1936), The Prince and the Pauper (1937), The Story of Vernon and Irene Castle (1939), Bulldog Drummond's Secret Police (1939), Calling Dr. Kildare (1939), Pride and Prejudice (1940), Foreign Correspondent (1940), Now, Voyager (1942), The Canterville Ghost (1944), e The Secret Garden (1949).

## Juventude
Dudgeon nasceu em 4 de dezembro de 1871 em Edimburgo, Escócia, e desenvolveu um interesse pela teatro ainda jovem. Depois de ingressar em uma organização amadora conhecida, ela se tornou notável por papéis de personagens.

## Carreira
Sua primeira chance veio enquanto ela ainda estava na Escócia, quando o ator e empresário Osmond Tearle ouviu falar de sua habilidade e a contratou para aparecer em várias peças de Shakespeare. Antes disso, ela já era bem conhecida em Glasgow, como em seu papel de governanta na peça Doorsteps de 1916, onde sua atuação foi descrita como "extremamente artística".
Durante a Primeira Guerra Mundial, Dudgeon fez parte da companhia de Lena Ashwell, atuando para soldados próximos à frente inglesa, ocasionalmente acompanhada por soldados do sexo masculino em licença. Ela também trabalhou para a empresa de Lydia Yvorska. Após sua emigração para a América, ela se juntou à companhia do Sr. Clive como Copyley Theatre. Ela apareceu pela primeira vez em um papel não creditado em Waterloo Bridge (1931), antes do qual teve uma carreira longa e não muito bem-sucedida como atriz teatral.

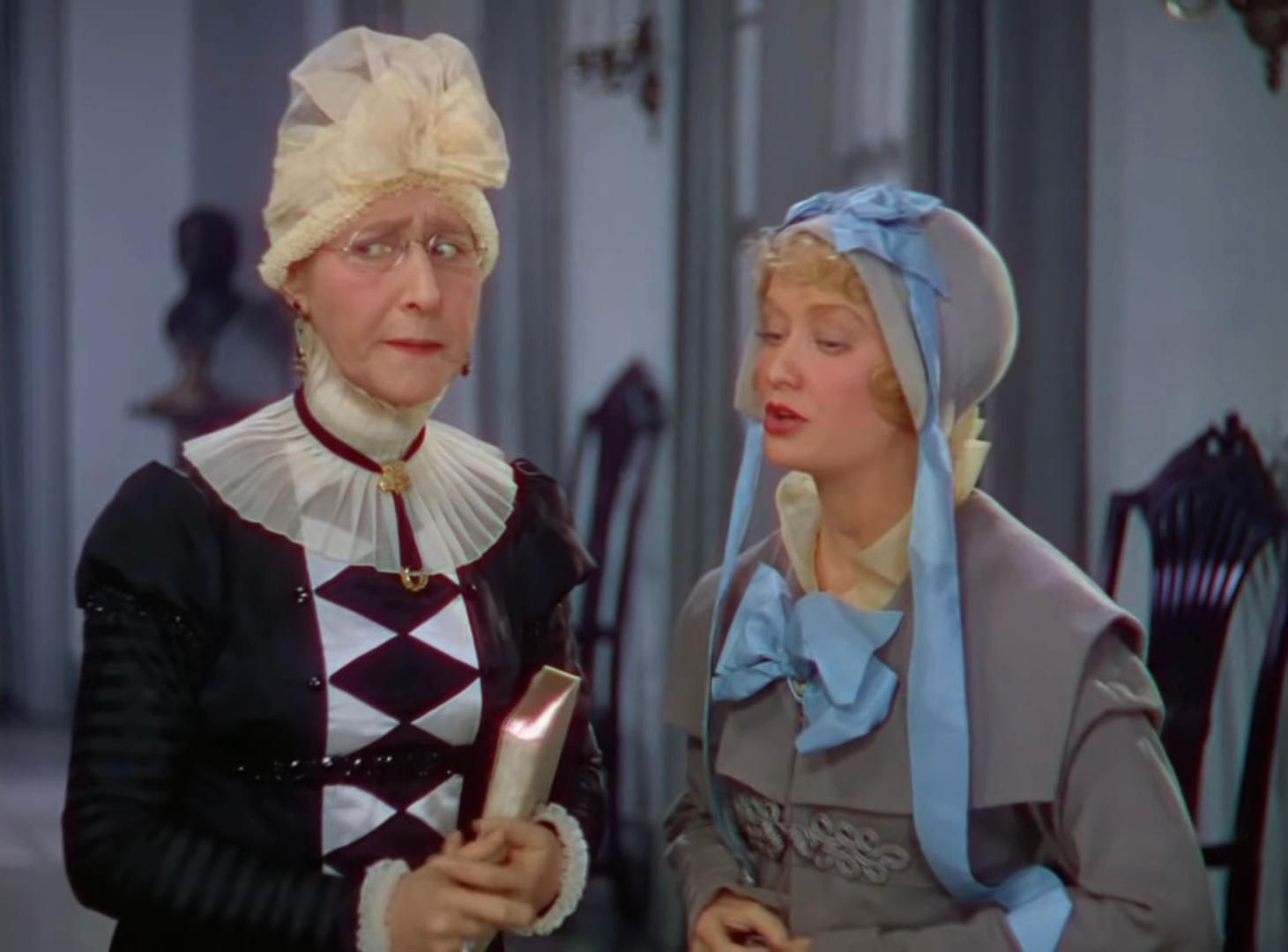
Elspeth Dudgeon e Miriam Hopkins em Becky Sharp (1935)

Uma de suas primeiras aparições mais lembradas foi no papel de Sir Roderick Femm no filme de 1932, The Old Dark House. O diretor James Whale precisava de alguém para interpretar uma centenária e Dudgeon era a atriz mais velha que ele conhecia, apesar de ela ter apenas 60 anos na época. Uma barba foi colada nela e ela pronunciou suas falas em sua própria voz alta. Tendo desempenhado o papel de um homem, ela foi creditada como John Dudgeon, com a atriz Gloria Stuart comentando mais tarde que nenhum membro do elenco na época sabia que Dudgeon era na verdade uma atriz feminina até a festa do elenco. Foi relatado que Whale gostou de manter seu verdadeiro gênero em segredo, embora Dudgeon mais tarde voltasse a trabalhar para ele, vários anos depois, com seu próprio nome e gênero. Ela também era conhecida por interpretar Miss Pinkerton em Becky Sharp (1935). Ela participou de alguns outros filmes de sucesso dos anos seguintes, como Camille (1936), Pride and Prejudice (1940) e um papel coadjuvante ao lado de Charles Laughton em The Canterville Ghost (1944). Ela também é lembrada pelos fãs de filmes de terror por sua surpreendente cena de transformação no thriller de comédia cult Sh! The Octopus (1937).

## Vida pessoal
Ela morou na Califórnia por 23 anos. Ela tinha 1,70 m (5 pés e 7 polegadas).

## Morte
Ela morreu em 11 de dezembro de 1955, pouco depois de completar 84 anos, em Los Angeles, Califórnia. Seus restos mortais estão enterrados no Chapel Of The Pines Crematory.

## Filmografia
| Ano  | Título                               | Personagem                                   | Notas                         |
| ---- | ------------------------------------ | -------------------------------------------- | ----------------------------- |
| 1931 | Waterloo Bridge                      | Viúva elegante                               | (sem créditos)                |
| 1932 | The Man Who Played God               | Possível compradora de ingressos             | (sem créditos)                |
| 1932 | The Impatient Maiden                 | Vizinha                                      | (sem créditos)                |
| 1932 | Vanity Fair                          | Governanta de Sir Pitt                       |                               |
| 1932 | A Successful Calamity                | Convidada musical                            | (sem créditos)                |
| 1932 | The Crash                            | Solitarie Player                             | (sem créditos)                |
| 1932 | The Old Dark House                   | Sir Roderick Femm                            | (creditada como John Dudgeon) |
| 1932 | Cynara                               | Sra. Weeks                                   | (sem créditos)                |
| 1933 | Zoo in Budapest                      | Mulher cujo gambá foi roubado                | (sem créditos)                |
| 1933 | Looking Forward                      | Velha Serva                                  | (sem créditos)                |
| 1933 | Stage Mother                         | Cliente da loja de música                    | (sem créditos)                |
| 1934 | Stand Up and Cheer!                  | Reformadora                                  | (sem créditos)                |
| 1934 | The Moonstone                        | Betteredge, governanta                       |                               |
| 1935 | The Night Is Young                   | Duquesa de Reidheim                          | (sem créditos)                |
| 1935 | Vanessa: Her Love Story              | Vera Trent                                   |                               |
| 1935 | Becky Sharp                          | Miss Pinkerton                               |                               |
| 1935 | Bride of Frankenstein                | Mãe cigana                                   | (sem créditos)                |
| 1935 | The Girl Friend                      | Senhora inglesa                              | (sem créditos)                |
| 1935 | The Last Outpost                     | Enfermeira chefe                             | (sem créditos)                |
| 1935 | I Found Stella Parish                | Segunda Mulher Esperando                     | (sem créditos)                |
| 1935 | Kind Lady                            | Lady Emily                                   | (sem créditos)                |
| 1935 | Sylvia Scarlett                      | Mulher mais velha                            | (sem créditos)                |
| 1936 | Show Boat                            | Madre superiora                              | (sem créditos)                |
| 1936 | Counterfeit                          | Sra. Martin                                  | (sem créditos)                |
| 1936 | The White Angel                      | Segunda-dama desaprovando de Florença        | (sem créditos)                |
| 1936 | Give Me Your Heart                   | Alice Dodd                                   |                               |
| 1936 | A Woman Rebels                       | Empregada de Lorde Gaythorne                 | (sem créditos)                |
| 1936 | Camille                              | Atendente de Lareira                         | (sem créditos)                |
| 1937 | The Prince and the Pauper            | Mãe de John Canty                            |                               |
| 1937 | The Great Garrick                    | Bruxa Velha na Audiência                     | (sem créditos)                |
| 1937 | Sh! The Octopus                      | Babá                                         |                               |
| 1938 | Fools for Scandal                    | Cynthia                                      | (sem créditos)                |
| 1938 | Mystery House                        | Tia Lucy Kingery                             |                               |
| 1938 | The Crowd Roars                      | Bruxa Velha na Audiência                     | (sem créditos)                |
| 1939 | Midnight                             | Convidada da festa de Stephanie com cachorro | (sem créditos)                |
| 1939 | Raffles                              | Mestra da escola                             | (sem créditos)                |
| 1939 | The Story of Vernon and Irene Castle | Lady Bolton                                  | (sem créditos)                |
| 1939 | Bulldog Drummond's Secret Police     | Sra. Thomas, governanta                      | (sem créditos)                |
| 1939 | Calling Dr. Kildare                  | Velha Senhora no Salão                       | (sem créditos)                |
| 1940 | Pride and Prejudice                  | Sra King                                     | (sem créditos)                |
| 1942 | Now, Voyager                         | Tia Hester                                   | (sem créditos)                |
| 1942 | Nightmare                            | Esposa de Angus                              |                               |
| 1943 | Family Troubles                      | Tia Aurelia                                  |                               |
| 1943 | Footlight Glamour                    | Frances                                      | (sem créditos)                |
| 1944 | The Heavenly Body                    | Lady atrás de Vicky no concerto              | (sem créditos)                |
| 1944 | Bathing Beauty                       | Miss Travers                                 | (sem créditos)                |
| 1944 | The Canterville Ghost                | Mulher idosa na festa                        | (sem créditos)                |
| 1944 | Abroad with Two Yanks                | Convidada da festa de Stuart                 | (sem créditos)                |
| 1944 | Reckless Age                         | Miss Ferris                                  | (sem créditos)                |
| 1944 | Three Sisters of the Moors           | Mulher da cidade                             | (sem créditos)                |
| 1944 | The Suspect                          | Pauline Barlow                               | (sem créditos)                |
| 1945 | The Woman Who Came Back              | Mulher idosa no ônibus / Jezebel Trister     | (sem créditos)                |
| 1946 | Song of Arizona                      | Ella                                         | (sem créditos)                |
| 1946 | Devotion                             | Leitora idosa de 'Jane Eyre'                 | (sem créditos)                |
| 1946 | Till the Clouds Roll By              | Katie                                        | (sem créditos)                |
| 1947 | Yankee Fakir                         | Lavadeira                                    |                               |
| 1947 | Time Out of Mind                     | Convidada                                    | (sem créditos)                |
| 1947 | Monsieur Verdoux                     | Velha                                        | (sem créditos)                |
| 1947 | Bulldog Drummond Strikes Back        | Babá                                         |                               |
| 1947 | The Paradine Case                    | Segunda Matrona                              | (sem créditos)                |
| 1947 | If Winter Comes                      | Sra. Ward                                    | (sem créditos)                |
| 1948 | B.F.'s Daughter                      | Sra. Marbey                                  | (sem créditos)                |
| 1948 | Julia Misbehaves                     | Mulher na loja de penhores                   | (sem créditos)                |
| 1949 | The Secret Garden                    | Mãe de Dickon                                | (sem créditos)                |
| 1949 | Lust for Gold                        | Martha Bannister                             | (sem créditos)                |
| 1949 | The Great Sinner                     | Velha medrosa jogadora                       | (sem créditos)                |
| 1952 | Anything Can Happen                  | Avó                                          | (sem créditos)                |
| 1955 | Moonfleet                            | Vovó Walker - Velha na Igreja                | (sem créditos)                |